# Kosmos 818
O Kosmos 818 (em russo: Космос 558), também chamado de DS-P1-Yu Nº 78, foi um satélite artificial soviético lançado em 18 de maio de 1976 através de um foguete Kosmos-2I a partir do Cosmódromo de Plesetsk.

## Características
O Kosmos 818 foi o septuagésimo oitavo membro da série de satélites DS-P1-Yu e o septuagésimo primeiro lançado com sucesso após o fracasso dos lançamentos do segundo, do vigésimo terceiro, do trigésimo segundo, do quadragésimo, do quadragésimo quarto, do quinquagésimo quarto e do septuagésimo membros da série. Sua missão era auxiliar sistemas antissatélites e antimíssil soviéticos.
O Kosmos 818 foi injetado em uma órbita inicial de 506 km de apogeu e 281 km de perigeu, com uma inclinação orbital de 71 graus e um período de 92,1 minutos. Reentrou na atmosfera terrestre em 7 de março de 1977.